# Małe Rynarcice
Małe Rynarcice (Rynarciczki, niem. Klein Rinnersdorf) – niestandaryzowana kolonia wsi Żelazny Most w Polsce położona w województwie dolnośląskim, w powiecie lubińskim, w gminie Polkowice.
Nazwa miejscowości pochodzi od imienia Reinhard (prawdopodobnie jej fundatora). Udokumentowana historia wsi sięga średniowiecza. Jako Reynhartsdorf wspomniana była już w 1359 r. W późniejszych czasach nosiła nazwę Rinnersdorf Klein (do 1789 r.) i Klein Rinnersdorf (do 1945 r.). W 1948 roku nadano miejscowości oficjalną nazwę Rynarciczki z dopiskiem (ad Żelazny Most).
W XVII w. właścicielem tej wsi był Andrzej Kłobuczyński. W XVIII w. należała ona do rodziny von Speer, następnie pani von Roy, Martiny, major von Zieten, Alwin Lange, Elias Alexander Katz i Wilhelm Zenker. Około 1894 r. dobra nabył Georg Dittrich i w rękach jego rodu wieś pozostała aż do wybuchu II wojny światowej. Jemu to najprawdopodobniej przypisać można rozwój zabudowy okołodworskiej, ponieważ od 1905 r. w dokumentach pojawia się informacja o należących do folwarku ogrodzie i parku, w którym na wzgórzu stało mauzoleum grobowe rodziny Dittrich i Gebhardt. 
W 1900 gminę wiejską Rynarczicki (wraz z wybudowaniem Neumühl) zamieszkiwało 58 osób, a obszar dworski 15 osób.
Rynarciczki nigdy nie rozwinęły się, pozostając niewielką osadą o rozproszonej zabudowie. Po wojnie budynki dworu użytkowane były do 1975 r. Władze nie zrealizowały planów założenia tu szkoły rolniczej i większość obiektów dworu rozebrano. Z posiadłości dworskiej pozostały zabudowania na sąsiedniej działce, które mają obecnie adres Żelazny Most 45. W miejscu gdzie był dwór pozostały fragmenty muru, bramy wjazdowej oraz schody wejściowe do dworu. Po mauzoleum pozostały ślady komór grobowych oraz płyta nagrobna.   